# Giuseppe Walter Maccotta

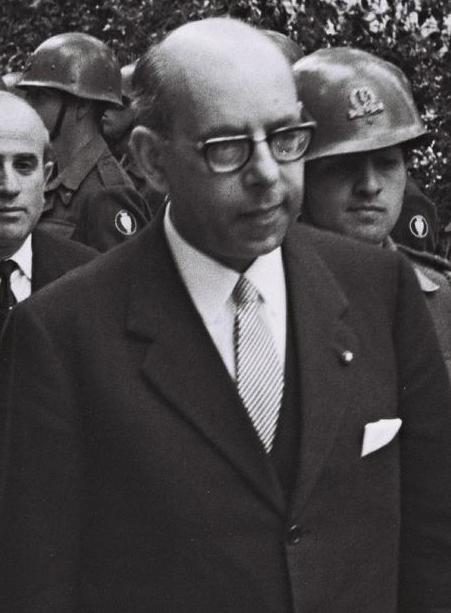
Giuseppe Walter Maccotta, 1969

Giuseppe Walter Maccotta (* 3. Mai 1915 in Loreto Aprutino; † 2006) war ein italienischer Diplomat.

## Leben
Am 17. Juli 1935 schloss er ein Studium der Rechtswissenschaft an der Universität Rom ab. 1938 trat er in den auswärtigen Dienst. 1939 war er Vizekonsul in Nizza. Vom 3. Juli bis 3. September 1940 war er wegen militärischer Mobilmachung entlassen und kehrte anschließend nach Rom zurück. Von 1945 bis 1949 war Gesandtschaftssekretär in Rio de Janeiro. Von 1950 bis 1954 wurde er im Außenministerium beschäftigt. 1955 bis war er Gesandtschaftssekretär bei der Delegation bei der Organisation für wirtschaftliche Zusammenarbeit und Entwicklung in Paris. Von 1956 bis 1958 war er Generalkonsul in Tunis. Von 1963 bis 1968 war er Gesandtschaftsrat in Paris. Von 1969 bis 1970 war er Botschafter in Tel Aviv. Von 10. Juni 1971 bis 24. Mai 1977 war er Botschafter in Belgrad. Von 24. Mai 1977 bis 1980 war er Botschafter in Moskau. 1980 wurde er in den Ruhestand versetzt.
| Vorgänger       | Amt                                             | Nachfolger                      |
| --------------- | ----------------------------------------------- | ------------------------------- |
| Aldo Pierantoni | Italienischer Botschafter in Tel Aviv 1969–1970 | Vittorio Cordero di Montezemolo |
| Folco Trabalza  | Italienischer Botschafter in Belgrad 1971–1977  | Alberto Cavagliere              |
| Enrico Aillaud  | Italienischer Botschafter in Moskau 1977–1980   | Giovanni Migliuolo              |